# Prionacalus whymperi
Prionacalus whymperi là một loài bọ cánh cứng thuộc họ Xén tóc.